# Cathédrale d'Imola
La cathédrale d'Imola ou cathédrale Saint-Cassien est une église catholique romaine d'Imola, en Italie. Il s'agit de la cathédrale du diocèse d'Imola. Elle est dédiée à saint Cassien. Le 17 décembre 1981, le pape Jean-Paul II l'a élevée à la dignité de basilique mineure. À l'intérieur, il y a les reliques de saint Cassien et de saint Pierre Chrysologue. Trois évêques ont conservé la propriété de la chaire d'Imola même après avoir été élus au trône papal : les papes Alexandre VII, Pie VII et Pie IX. 

## Description

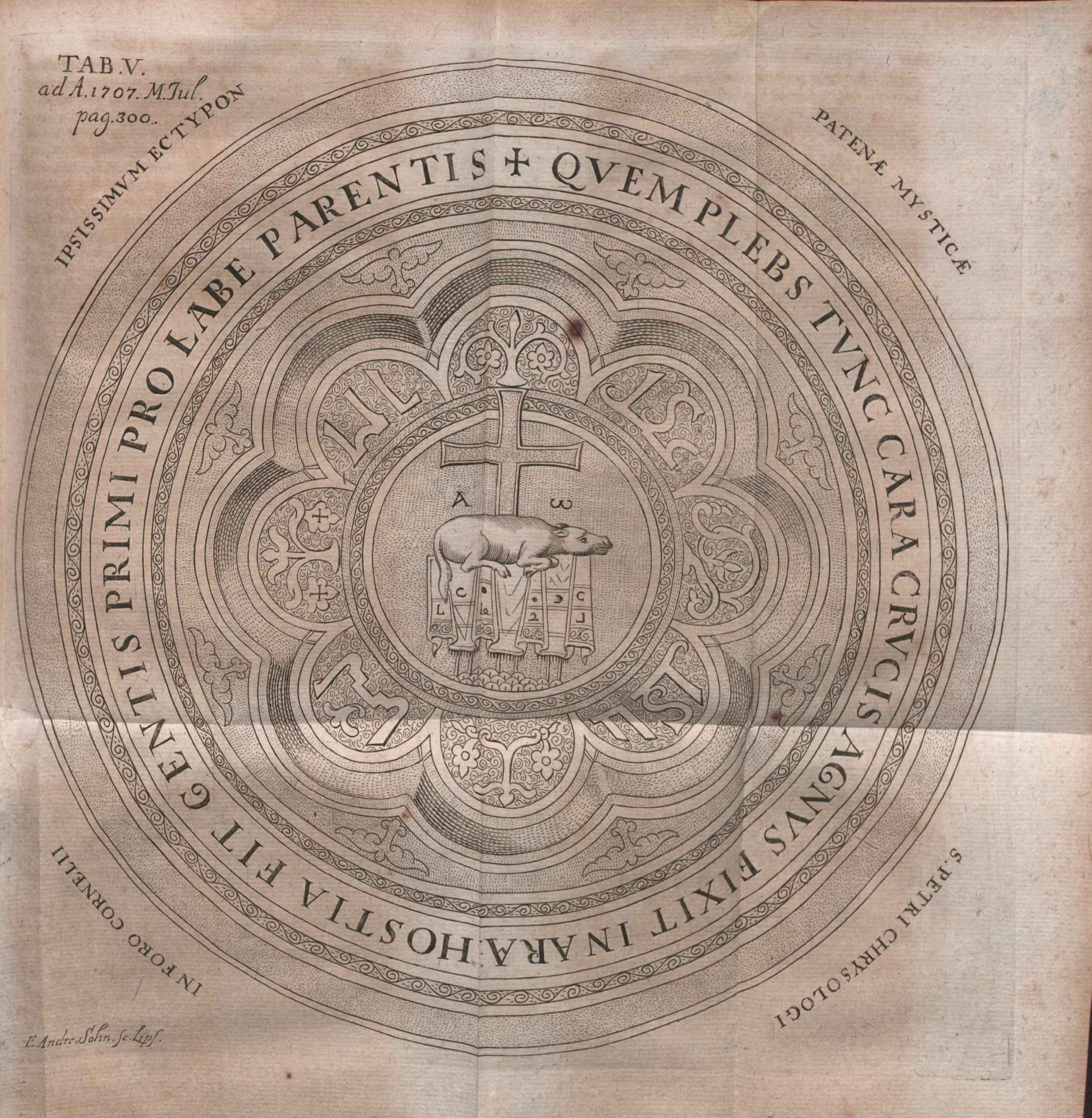
Illustration de la patène dédié à Saint Pierre Chrysologue, Acta Eruditorum, 1707.